# Алексеев, Кирилл Сергеевич
Кирилл Сергеевич Алексеев (род. 27 февраля 1981, Апатиты, Мурманская область) — российский хоккеист, защитник, тренер, функционер.

## Биография
Родился в 1981 году в Апатитах.
Воспитанник секции хоккея в Апатитах, первый тренер Сергей Анатольевич Маркелов. Позднее тренировался в московском ЦСКА и ярославском «Торпедо» у тренера Геннадия Халецкого. Стал бронзовым призёром чемпионата России 1993/94, 1996/97 в составе ярославского «Торпедо» среди команд 1981 года рождения.
В 17 лет уехал в Канаду, где 4 сезона отыграл в Юниорской лиге Квебека. В 2000 году получал приглашение в тренировочный лагерь «Атланты», но из-за травмы заиграть в команде НХЛ не получилось.
В 2002 году вернулся в Россию, чтобы выступать за хабаровский «Амур».
Провёл 25 матчей в КХЛ за новосибирскую «Сибирь» и воскресенский «Химик». Завершил карьеру игрока в Казахстане, выступая за «Алматы». Причиной стали хронические травмы.

### Тренерская карьера
С 2013 по 2015 год являлся одним из тренеров ДЮСШ ХК «Форвард» в Санкт-Петербурге.
С 2015 по 2020 год был тренером СДЮСШОР «Динамо Санкт-Петербург».
Осенью 2018 года возглавил молодёжный хоккейный клуб «Динамо-Юниор», сначала выступающий в Первенстве Санкт-Петербурга, а с 2019 года уже в НМХЛ. Вместе с командной стал обладателем бронзовых медалей Первенства города и золотых медалей НМХЛ.
7 июля 2020 года назначен главным тренером МХК «Динамо Санкт-Петербург» в МХЛ.
11 мая 2021 года назначен главным тренером хоккейного «Тамбова», выступающего в ВХЛ. 6 декабря 2021 года покинул клуб.
28 января 2021 года вернулся в молодёжную команду петербургского «Динамо» в качестве одного из тренеров.